# Rosa banksiopsis
Rosa banksiopsis es una especie de planta del género Rosa, de la familia Rosaceae.

## Taxonomía
Rosa banksiopsis fue descrita por Baker en 1914.

## Distribución
Se encuentra en el territorio de China, más precisamente, en el centro-norte, centro-sur y sudeste.